# Sławomir Federowicz
Sławomir Federowicz (ur. 14 lutego 1967 w Białobrzegach) – polski aktor filmowy i teatralny.
W szkole średniej przez trzy lata śpiewał i grał w amatorskim teatrze prowadzonym przez Jerzego Wasiuczyńskiego. Niepowodzeniem zakończył się jego pierwszy egzamin do warszawskiej PWST. Zdał natomiast do 3-letniego studium przy Teatrze Muzycznym w Gdyni. Studiując, nie rezygnował z kolejnych prób dostania się do szkół teatralnych w Warszawie, Łodzi i Krakowie. Gdy równocześnie powiodło mu się w Warszawie i Krakowie został studentem Wydziału Aktorskiego Państwowej Wyższej Szkoły Teatralnej w Krakowie. Studia ukończył w 1992 roku. Zadebiutował jako główny bohater w dramacie Marka Piwowskiego Uprowadzenie Agaty z 1993 roku. Debiut teatralny miał już wcześniej, w 1989 roku. W latach 1993–1995 był aktorem Teatru im. J. Słowackiego w Krakowie, w latach 1998–1999 w Teatrze Dramatycznym im. Jana Kochanowskiego w Opolu. Od roku 1999 występuje w Teatrze Narodowym w Warszawie. Federowicz prowadził także program Przeklęte rewiry emitowany w TVN Warszawa.

## Filmografia
Źródło: FilmPolski.pl
- 1993: Uprowadzenie Agaty – jako Cygan
- 1995: Cwał – jako mężczyzna wydobywający platynę z ciała zmarłej ciotki
- 1995: Nic śmiesznego – jako współpracownik proponujący psa do spalenia (przy filmie Z dymem) (w napisach nazwisko: Fedorowicz)
- 1996: Tajemnica Sagali – jako Scyta (odc. 5)
- 1997: Boża podszewka – jako Czarny (odc. 13 i 14)
- 1997: Królowa złodziei
- 1997: Musisz żyć – jako mężczyzna w ośrodku dla narkomanów
- 1997: Sława i chwała – jako Antek Gołąbek (odc. 5 i 6)
- 2001–2011: M jak miłość – jako Henio (odc. 23); „znajomy” Grażyny (odc. 867, 870 i 872)
- 2002: D.I.L. – jako Darek Krycki
- 2002: Oczywiście, że miłość – jako Tadek
- 2003: Kasia i Tomek – jako Mateusz, kolega Kasi z liceum (seria II, odc. 6)
- 2003: Na Wspólnej – jako szef ośrodka dla narkomanów
- 2004: Kryminalni – jako znajomy Nadolskiego, reżyser (odc. 5)
- 2011: Układ warszawski – jako policjant (odc. 11)
- 2012: Kanadyjskie sukienki – jako Tadeusz Michalski
- 2013: Wszystko przed nami – jako Filip Łoza (odc. 88)
- 2013: Lekarze – jako dr Klimczyk (odc. 32)
- 2015: Na dobre i na złe – jako Robert (odc. 607)
- 2015-2016: M jak miłość – jako dostawca dopalaczy (odc. 1189, 1198,1200)
- 2016: Ojciec Mateusz –  jako Marcel Olejarczyk (odc. 197)
- 2018: 53 wojny –  jako grabarz
- 2020: Archiwista – jako wychowawca więzienny
- 2020: 25 lat niewinności. Sprawa Tomka Komendy –  jako osadzony
- 2021: Cień – jako trener Janusz Król (odc. 9)
- 2021: 25 lat niewinności. Sprawa Tomka Komendy – jako osadzony (odc. 3)
- 2024: Ojciec Mateusz – jako Marek Zawałka, ojciec Ani (odc. 405)